# Rui Chapéu
José Rui de Mattos Amorim, mais conhecido como Rui Chapéu (Itabuna, 21 de março de 1940 – São Paulo, 29 de fevereiro de 2020), foi um jogador de sinuca brasileiro, considerado o maior nome da sinuca no Brasil. Seu apelido deve-se ao fato de usar chapéus grandes na época em que morava no nordeste, que foram substituídos por um pequeno chapéu branco – uma espécie de boina – feito sob medida, encomendado de um alfaiate para que fique da maneira que gosta.
Tornou-se famoso ao fazer desafios e dar aulas de bilhar no programa Show do Esporte, da Rede Bandeirantes, na segunda metade da década de 1980, sendo considerado, por isso, o responsável por mudar a imagem deste esporte no país, antes visto como exclusivo de malandros e vagabundos. Segundo a a revista ISTOÉ, Rui Chapéu foi incluído e relacionado entre os mil maiores esportistas do século XX.
Ele morreu em São Paulo no dia 29 de fevereiro de 2020, vítima de um infarto fulminante.

## Biografia

### Início de vida
Nascido em Itabuna, na Bahia, perdeu contato com o pai aos sete anos, e foi criado pela mãe ao lado de cinco irmãos. Aos doze, passou a jogar sinuca em suas horas vagas, num bar onde começara a trabalhar na mesma época. Naquele período, o dono do local pôs Chapéu contra vários de seus clientes.

### Adolescência
Devido ao pagamento mínimo, Rui Chapéu se distanciou da sinuca e trabalhou como caminhoneiro – onde recebeu o apelido de Rui Chapéu por usar diversos chapéus enquanto trabalhava – até os trinta anos, quando se mudou para a capital paulista.

### Carreira
Após a mudança, abriu uma mercearia, onde não obteve sucesso e voltou a jogar sinuca. Nessa época, passou a ganhar dinheiro com apostas em bares e salões e, dessa forma, viveu do jogo até o fim de sua vida.
Entre 1984 e 1992, Rui Chapéu desafiava jogadores de sinuca na Rede Bandeirantes, em jogos transmitidos aos domingos no programa Show do Esporte, apresentado por Luciano do Valle. Após bater os doze melhores jogadores do país, Rui Chapéu ganhou um contrato e permaneceu no ar por oito anos.
Seu maior feito foi vencer o inglês Steve Davis, então campeão mundial de sinuca, em 1986 e em 1987.
Em 2019, ele foi um dos "masters" do programa Tá Brincando, da Rede Globo.

### Morte
Em 29 de fevereiro de 2020, por volta de uma hora, Rui Chapéu passou mal no apartamento de sua filha, e foi levado ao hospital. Depois de três horas, sofreu um infarto fulminante e faleceu aos 79 anos na capital paulista.